# Soudé
Soudé ist eine französische Gemeinde im Département Marne in der Region Grand Est. Sie hat eine Fläche von 32,29 km² und 152 Einwohner (2022).

## Geografie
Die Gemeinde Soudé liegt inmitten der Trockenen Champagne an der Grenze zum Département Aube, etwa 28 Kilometer südlich von Châlons-en-Champagne. Im Süden des Gemeindegebietes befindet sich mit dem Truppenübungsplatz Camp de Suippes ein militärisches Sperrgebiet. In Soudé entspringt der Fluss Soude.

## Geschichte
Die Gemeinde Soudé entstand 1965 durch den Zusammenschluss der ehemaligen Gemeinden Soudé-Notre-Dame und Soudé-Sainte-Croix.

### Bevölkerungsentwicklung
| Jahr                       | 1962 | 1968 | 1975 | 1982 | 1990 | 1999 | 2005 | 2010 | 2018 |
| -------------------------- | ---- | ---- | ---- | ---- | ---- | ---- | ---- | ---- | ---- |
| Einwohner                  | 178  | 229  | 206  | 182  | 159  | 143  | 154  | 162  | 175  |
| Quellen: Cassini und INSEE |      |      |      |      |      |      |      |      |      |

## Sehenswürdigkeiten

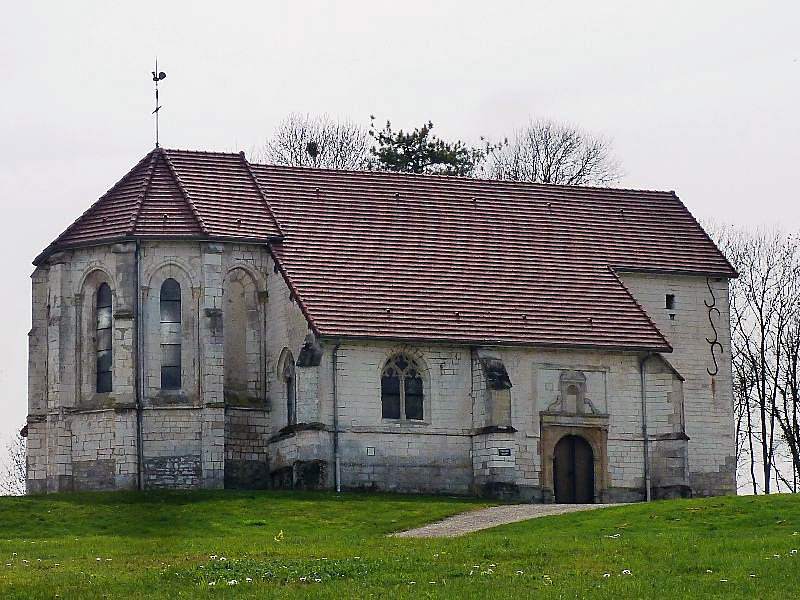
Kirche Notre-Dame ohne Turm

- Kirche Saint-Quentin
- Kirche Notre-Dame
- Soldatenfriedhof
- zwei Wassertürme